# Пиолим
Лаури́ндо Фурла́ни (порт. Laurindo Furlani; 10 июня 1913, Каза-Бранка (Сан-Паулу) — 18 июня 2000, Бататайс), более известный под именами Пиолим (порт. Piolim) или Пиолин (порт. Piolin) — бразильский футболист, защитник.

## Биография
Один из лучших защитников в истории клуба «Сан-Паулу», за который провел 149 матчей, став частью команды, трижды выигрывавшую чемпионат Сан-Паулу. До «Сан-Паулу» выступал за маленькие и любительские команды штата Сан-Паулу. Будучи игроком «Сан-Паулу», Пиолин провёл один матч за сборную Бразилии, 14 мая 1944 года в товарищеской игре против сборной Уругвая, где бразильцы были сильнее, победив 6:1.
В 1946 году Пиолин получил тяжелую травму, он попытался вернуться в футбол через год, но безрезультатно. После окончания карьеры, Пиолин вернулся в Каза-Бранку, где открыл свою пекарню, но через тринадцать лет он переехал в город Бататайс, где уже играл за одноимённую команду и стал бесплатно работать в местной церкви. Умер Лауриндо Фурлани в возрасте 87-ми лет.

## Награды
- Чемпион штата Сан-Паулу: 1943, 1945, 1946